# 哈勃深空

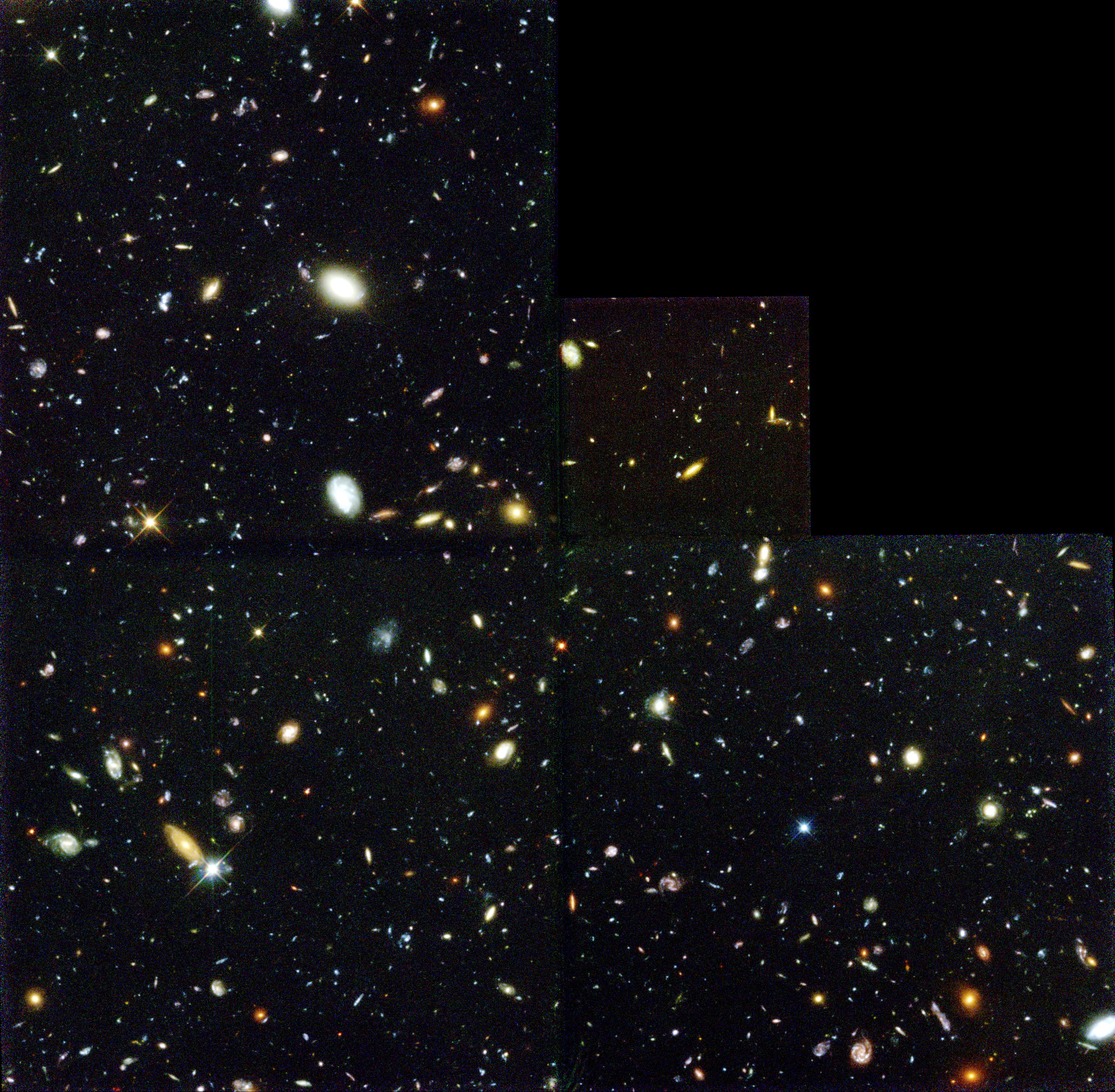
哈勃深空

哈勃深空（英語：Hubble Deep Field，縮寫為HDF）是一張由哈勃太空望遠鏡所拍攝的小區域天空圖像。拍攝位置在大熊座，所覆蓋範圍之寬度只有2.6弧分，面積為全天面積的2400萬分之一，約等於100米外一顆網球的大小。圖像由哈勃太空望遠鏡上的第二代廣域和行星相機（WFPC2）進行342次曝光疊加和拼合而成，拍攝時間為1995年12月18日至28日共連續十天。
哈勃深空的覆蓋範圍窄小，只包含了前景的幾個銀河系恆星。因此，可見的3,000多個星體幾乎全部都是遙遠的星系，其中更包含了目前所知最早、最遙遠的星系。圖像揭示了如此多個非常年輕的星系，在對早期宇宙的研究中具有里程碑式的意義。
哈勃深空觀測三年之後，哈勃太空望遠鏡再度以同樣的方式拍攝了位於南天杜鵑座的深空圖像，是為哈勃南天深空。南北天兩張深空圖像之雷同，使科學家更堅定地相信宇宙在極大的尺度上仍具有均勻的結構，而地球則位於宇宙中毫不突出的區域之中，也就是宇宙論原則。
哈勃太空望遠鏡曾參與拍攝的其他深空圖像包括：範圍更大但深度較低的大天文台溯源深空巡天，2004年經幾個月曝光而成，深度更高的哈勃超深空，以及2012年進一步打破可見光天文觀測精度記錄的哈勃極深空。

## 創始

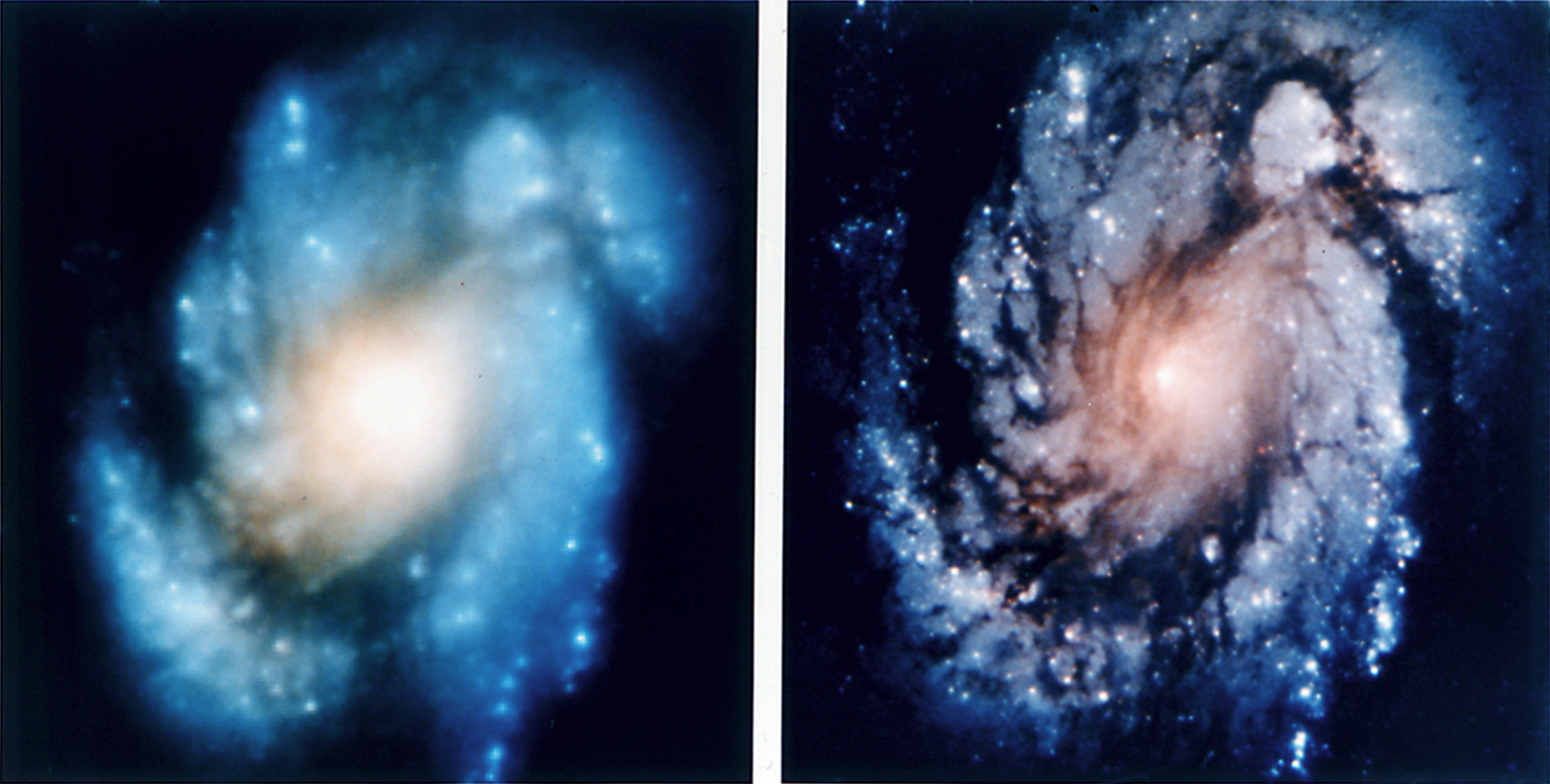
為哈勃太空望遠鏡裝上光學矯正鏡後，拍攝精度大大提升。這為拍攝遙遠星系打下了基礎。

哈勃太空望遠鏡的設計初衷，就是利用極高的光學解析度對遙遠星系中的細節做無法在地面上進行的觀測研究。由於位於大氣層以上，哈勃太空望遠鏡並不受氣輝影響，因此在可見光和紫外光攝影上能達到地面望遠鏡無法媲美的精度。1990年哈勃發射時，其鏡面存在球面像差的問題，但儘管如此，望遠鏡仍然可以拍到前所未見的遙遠星系。由於光速有限，今天所拍攝到的遙遠星系就是它們在數十億年前的景象。拍攝這些星系，有助於科學家進一步了解星系乃至整個宇宙的演化過程。
1993年，STS-61號穿梭機任務為哈勃太空望遠鏡裝上矯正鏡，解決了球面像差問題。精度提高後，科學家便利用望遠鏡對愈來愈遠的星系進行觀測。哈勃中深空巡天（Medium Deep Survey，MDS）使用第二代廣域和行星相機（Wide Field and Planetary Camera 2，WFPC2）對隨機方向拍攝深空照片，並用其他儀器做預定觀測；還有一些項目對可從地面觀測的星系進行重點觀測。這些項目都發現，數十億年前的星系和今天的星系有著截然不同的性質。
哈勃太空望遠鏡觀測時間之中，有10%是由項目主任自行決定如何分配用途，即所謂的「主任裁量時間」。這樣的時間一般用於觀測突發而短暫的天文事件，如超新星。在確定哈勃的矯正鏡效果良好後，當時的太空望遠鏡科學研究所主任羅伯特·威廉斯決定把1995年主任裁量時間中的一大部分都用於研究遙遠星系。特別成立的咨詢委員會建議用WFPC2相機和多個濾光器對銀道緯度較高的一處「典型」範圍天空進行觀測。此項目的專家小組就此成立。

## 目標篩選

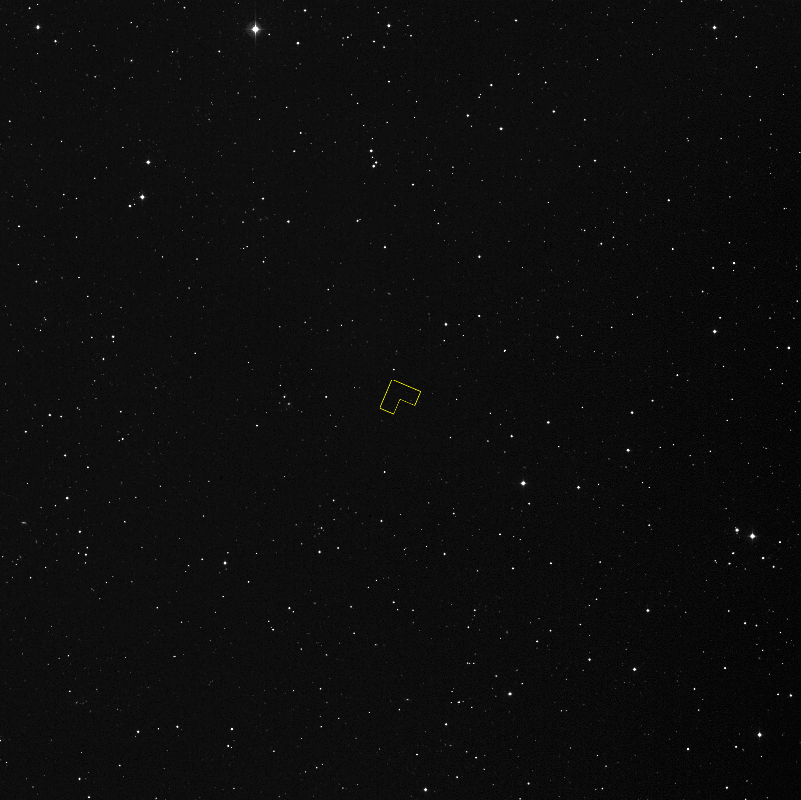
此片天空寬度約為1度，哈勃深空的拍攝範圍位於其中央，輪廓由黃色線條表示。滿月大小約為此圖的四分之一。

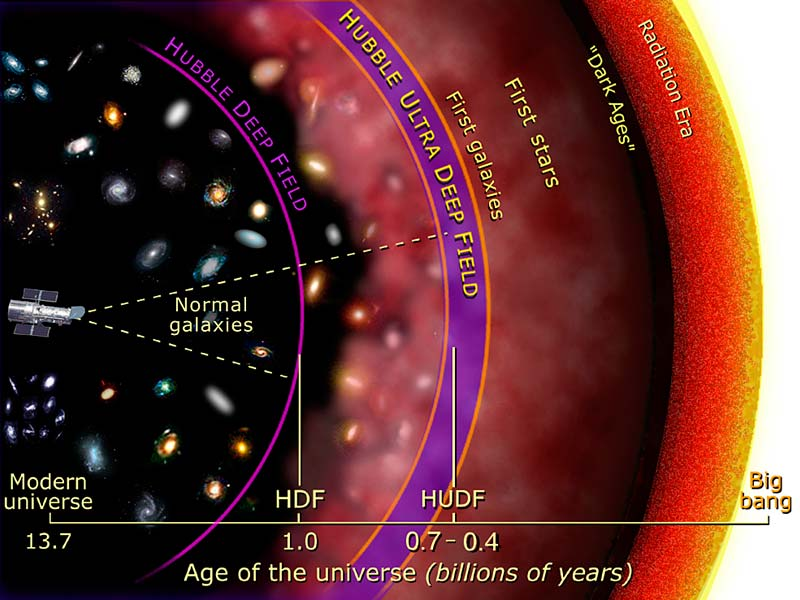
哈勃深空和哈勃超深空拍攝深度示意圖

觀測目標範圍須符合幾項條件。首先，目標必須位於銀道緯度較高的方向，因為銀河系星盤平面的塵埃等物質均在銀道緯度較低的方向，會對觀測造成干擾。其次，目標範圍內要盡可能免除可見光（如近距離恆星）、紅外光、紫外光和X光釋放亮度較高的已知星體。這是為了日後可以對遙遠星系做不同波長的進一步觀測。最後，目標範圍內不能有強紅外線卷雲。這種瀰漫絲縷狀的紅外光源相信是由低溫氫氣雲（中性氫區）之中的較高溫塵粒所致。
這幾項條件大大限制了候選觀測範圍。專家小組決定在哈勃的「連續觀測區」，即在哈勃公轉時不會被地球或月球掩食的區域內尋找目標範圍。小組又決定把目標進一步限制在北半天球內，使得凱克天文台、基特峰國家天文台和甚大天線陣等北半球望遠鏡有機會做後續觀測。
滿足所有條件的範圍最先有20處，小組從中選出三處，全都位於大熊座內。甚大天線陣在其中一處發現強無線電發射源，從而把候選範圍降至兩處。最終選擇的理由是觀測範圍附近是否存在足夠的導星：哈勃太空望遠鏡在曝光攝像時，一般須用精細導向感應器鎖定視野附近的兩顆導星；但因為哈勃深空攝像的重要性，小組認為還需要額外兩顆導星，作後備之用。最終選出的目標位於赤經12h 36m 49.4s，赤緯+62° 12′ 58″，寬度約2.6弧分，約等於月亮寬度的12分之一。拍攝範圍的面積約為全天面積的2400萬分之一。

## 觀測

哈勃深空位於哈勃太空望遠鏡的北天連續觀測區內，如圖所示。

除觀測範圍以外，另一項重要的決策在於選用何種濾光器。WFPC2相機共附有48個濾光器，有能摘選出特殊譜線的窄波段濾光器，也有用於研究恆星和星系光譜的寬波段濾光器。選擇濾光器的因素包括吞吐量，也就是所允許通過的光的比率，以及它所覆蓋的光譜波段。濾光器之間帶通的重疊範圍要盡可能少。
小組最終選出了四個濾光器，波段的中心分別位於300 nm（近紫外線）、450 nm（藍光）、606 nm（紅光）及814 nm（近紅外線）。哈勃所帶探測器對300 nm波長光的量子效率較低，也就是說，在此波長的觀測噪音主要來自CCD上的噪音，而非天空上的背景噪音。因此，在背景噪音會影響其他波段的觀測效率時，就可以進行此波長下的觀測。
1995年12月18日至28日間，哈勃一共環繞地球約150次，在所選天空範圍內用所選濾光器拍下342張圖像。在不同波長的總曝光時間分別為：42.7小時（300 nm）、33.5小時（450 nm）、30.3小时（606 nm）及34.3小時（814 nm）。分成342次獨立曝光，是為了減輕宇宙射線對每張圖片的破壞，因為宇宙射線在撞擊CCD探測器時會產生條紋。除此之外，哈勃還在10次環繞時間內做了外圍觀測，為其他儀器的後續觀測之用。

## 數據處理

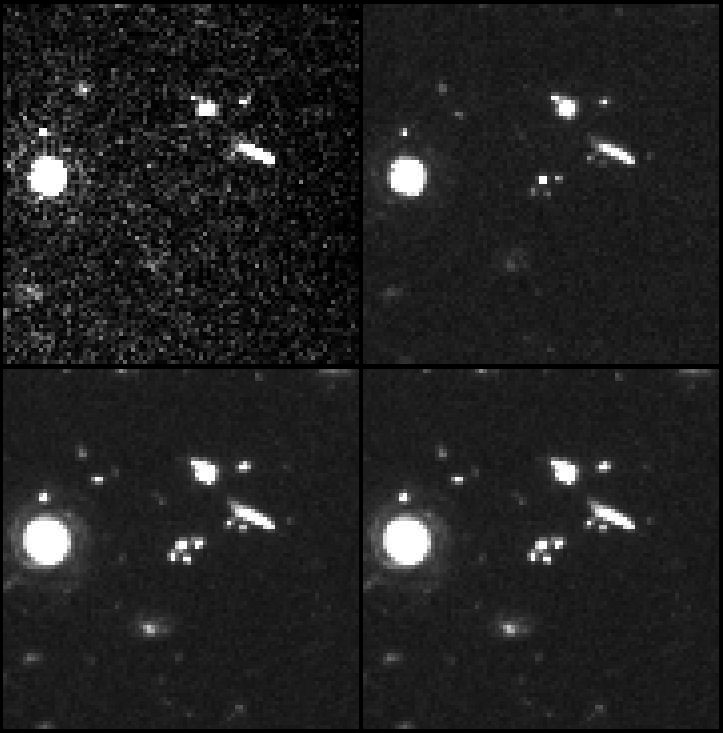
寬約14弧秒的哈勃深空局部圖像：300 nm（左上）、450 nm（右上）、606 nm（左下）及814 nm（右下）

圖像拍攝完畢後，仍須做繁複的處理和拼合工作。透過比對前後相隔一小時的相等時長曝光，可移除宇宙射線所致的亮像素，因為這些像素只會出現在兩者之一。原始圖像裡的太空垃圾和人造衛星等物體也要一一移除。
在四分之一的圖片裡，來自地球的散射光映出「X」形狀的亮光，清晰可見。先取同一範圍內不受散射光影響的圖片，與受影響圖片對齊後，兩者相減。所得圖像經平滑處理後，再與原先受影響圖片相減。用此方法可去除幾乎所有受影響圖像中的散射光。
每張圖片都去除了宇宙射線和散射光的干擾後，便須要將其拼合起來。哈勃深空科學家團隊首創了一種稱為「Drizzle」的圖像處理方法，原理如下。在WFPC2相機的CCD上，每個像素覆蓋的天空寬度為0.09弧秒。在為同一片天空曝光時，如果使望遠鏡的方向稍微偏移，且偏移角度小於此數值，則在整合和處理後就可以得出解析度更高的圖片。哈勃深空最終圖像的每個像素寬度為0.03985弧秒，故此解析度比原先CCD像素更高。
拼合後，在四個波長各得出一張單色圖像。814 nm、606 nm和450 nm波長的圖像分別當做紅、綠、藍三色，整合形成一張彩色圖像。由於拍攝時的波長並不對應於紅、綠、藍，所以最終圖像中各個星系的顏色只是對實際顏色的近似。科學家在選擇濾光器時，更多地考慮了它的科學用途，而不是為了與人眼的實際感知相符。

## 天體

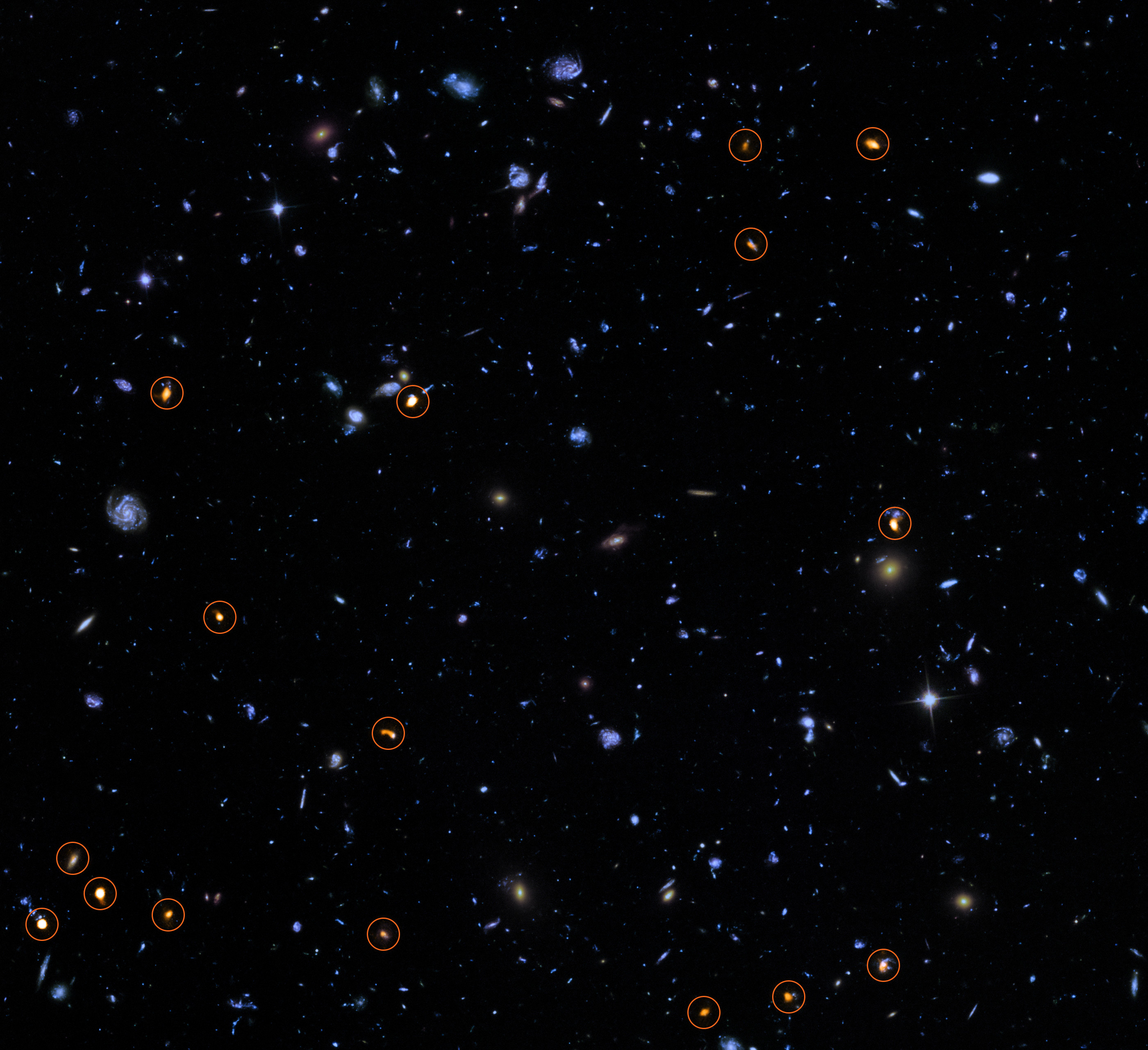
由阿塔卡馬大型毫米波/亞毫米波陣列和哈勃太空望遠鏡所拍攝的深空圖像

哈勃深空的最終圖像在1996年1月的美國天文學會會議上公佈。圖像中，共有約三千個遙遠黯淡的星系，有清晰能辨的不規則星系和螺旋星系，也有只有幾個像素寬的星系。整體來說，哈勃深空只含不到二十顆前景恆星，圖像裡的絕大部分天體都是遙遠星系。
哈勃深空中共有約五十個藍色點狀天體。有的可能與成鏈分佈的鄰近星系有關，為恆星密集形成的區域，有的則可能是遙遠的類星體。天文學家最初認為這些藍點不可能是白矮星，因為根據當時所知的白矮星演化理論，不會產生如此藍的白矮星。然而，亦有更近期的研究發現不少白矮星會逐漸變藍，因此哈勃深空也有可能拍到了白矮星。

## 科學結論

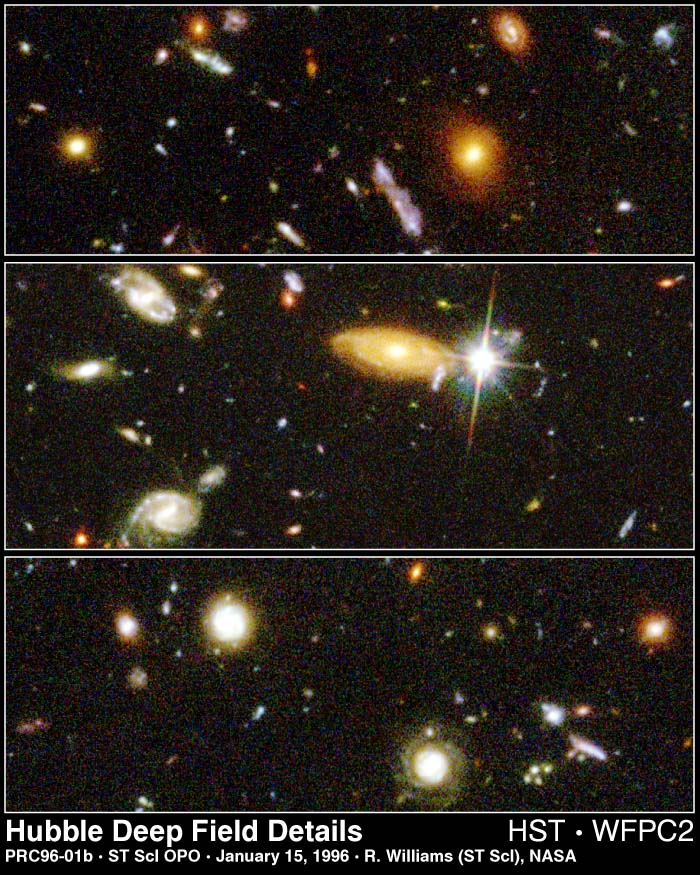
哈勃深空的細節顯示，宇宙的遙遠之處存在林林總總的星系，形狀、大小、顏色各異。

哈勃深空數據的科學內涵極其豐富，截至2019年1月，此圖像的科學論文已被引用一千次以上。
在宇宙膨脹的過程中，距離越遠的天體遠離地球的速度越高，這就是所謂的哈勃流。來自遙遠星系的光從而會因紅移的現象而大大改變。雖然科學家在哈勃深空之前就已探測到高紅移類星體，但當時紅移大於1的已知星系寥寥無幾。哈勃深空圖像一發佈，立即給天文學界展現了許多紅移高達6的星系，它們距離地球約120億光年之遙。由於紅移的關係，哈勃深空範圍內最遙遠的天體（萊曼斷裂星系）並沒有出現在最終圖像內，只能通過地面望遠鏡用更長的波長觀測。
哈勃深空中受擾動、不規則星系的比例比宇宙鄰近區域高得多。
哈勃深空包含了處於各個演化階段的星系，有助於天文學家估計宇宙歷史以來恆星形成速率的變化。儘管天文學家只能粗糙地估計哈勃深空所含星系的紅移值，但他們仍然能夠推算出，恆星形成率在80至100億年前達到最高值，自此已下降約十倍。
哈勃深空圖像所包含的前景恆星極少，這也有重要的科學意義。儘管暗物質佔宇宙總質量的27%，但其本質仍然是一個未解之謎。星系外圍紅矮星、行星等暈族大質量緻密天體（MACHO）的存在，可以解釋暗物質。然而，哈勃深空顯示，銀河系外圍並沒有大量的紅矮星。

## 後續觀測

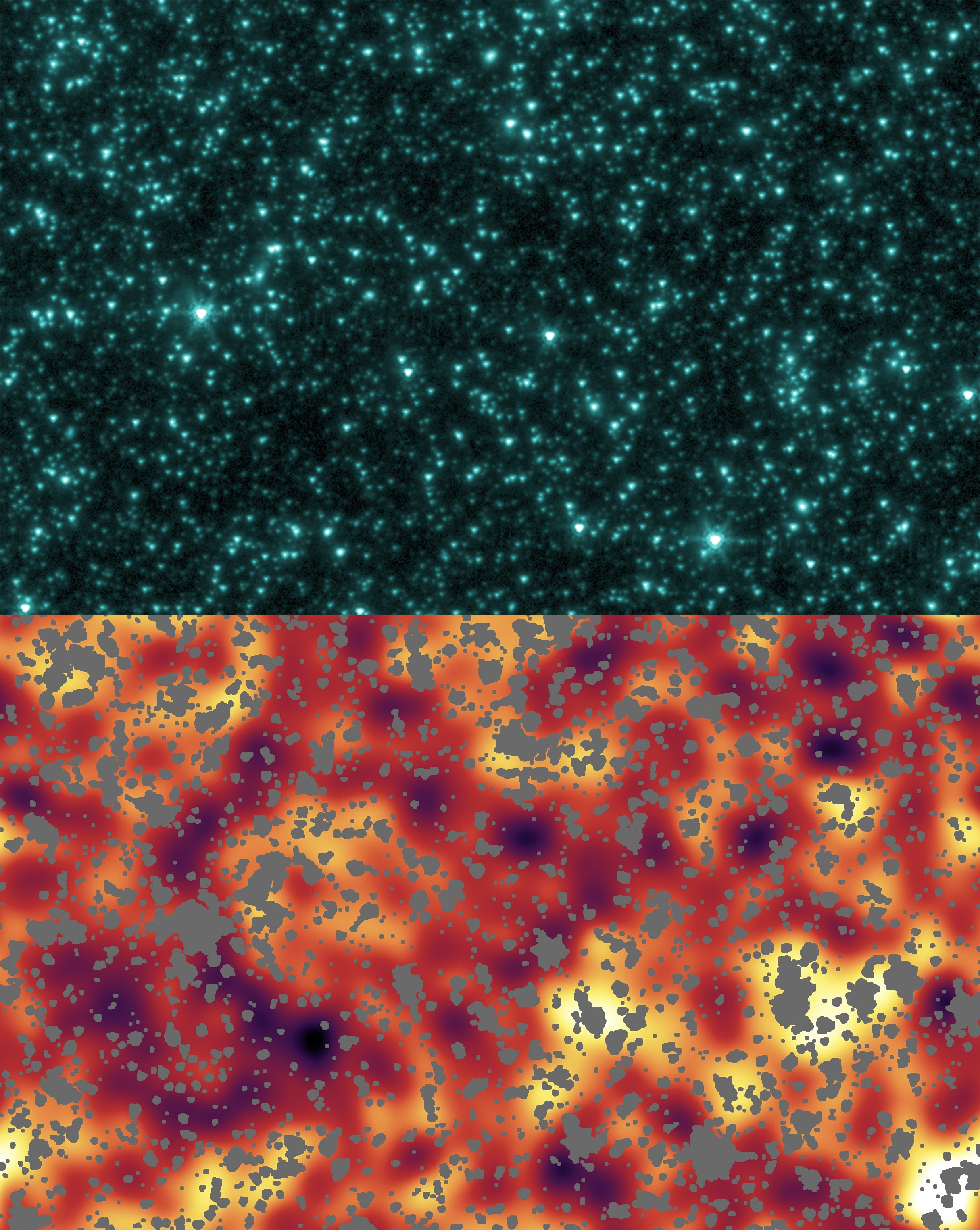
史匹哲太空望遠鏡在哈勃深空範圍內所拍攝的圖像。上圖為前景天體，下圖為前景天體移除後的背景

紅移極高的天體（萊曼斷裂星系）無法用可見光觀測，而是要對哈勃深空範圍進行紅外線或亞毫米波長巡天。紅外線太空天文台的觀測顯示，在可見光圖像的星系之中，有13個發出紅外線，這和密集生成新恆星的大量塵埃有關。史匹哲太空望遠鏡也有進行紅外線觀測。在同一範圍內進行亞毫米波長觀測的望遠鏡包括：以較低解析度探測到5個射源的詹姆士·克拉克·麥斯威爾望遠鏡，以及昴星團望遠鏡等。
昌德拉X射線天文台在哈勃深空範圍內觀測到6個射源，其中三個為橢圓星系，另有一個螺旋星系、一個活躍星系核以及一個非常「紅」的天體。這個紅天體相信是一個遙遠的星系，它所發出的藍光均被所含的大量塵埃吸收。
甚大天線陣在哈勃深空範圍探測到7個射電源，在可見光圖像中均可找到對應的星系。韋斯特博克合成射電望遠鏡和MERLIN天線陣都對此範圍做過觀測。甚大天線陣和MERLIN的結合圖像在哈勃深空範圍內發現16個射電源，還有更多在外圍範圍。歐洲特長基線干涉測量法網絡對範圍內個別射電源所做觀測的解析度比哈勃圖像更高。

## 相關的深空圖像
|  |  |

1998年，哈勃太空望遠鏡在南半天球又拍攝了一幅深空圖像，是為哈勃南天深空。哈勃南天深空的拍攝策略和北天深空相似，所得圖像也和北天深空十分相像。兩者之類同體現了宇宙論原則，即宇宙在最大尺度上仍具有均勻的結構。哈勃太空望遠鏡利用1997年安裝的太空望遠鏡影像攝譜儀（STIS）和近紅外線照相機和多目標分光儀（NICMOS）拍攝哈勃南天深空。
哈勃北天深空已多次利用WFPC2相機重新拍攝，STIS和NICMOS也對其做過拍攝。天文學家在哈勃深空範圍的兩次拍攝之間進行比較，以此發現了多次超新星事件。
大天文台溯源深空巡天進行過一次範圍更大，但精度不如哈勃深空的深空觀測。哈勃又對此範圍內的一小部分做進一步觀測，拍攝出哈勃超深空，為當時精度最高的可見光深空圖像。2012年，哈勃所拍攝的哈勃極深空再次打破該記錄，其中所含的最遙遠星系相信是在宇宙大爆炸後5億年以內誕生的。

## 書目
- Abraham, R.G.;  et al.  (PDF). Astrophysical Journal Supplement. 1996, 107: 1–17. Bibcode:1996ApJS..107....1A. doi:10.1086/192352.
- Alcock, C.;  et al. A.V. Fillipenko , 编. . 103rd Annual Meeting of the Astronomical Society of the Pacific. Robotic telescopes in the 1990s 34. 1992: 193–202. Bibcode:1992ASPC...34..193A. ISBN 0-937707-53-8.
- Beckwith, S.V.;  et al. . The Astronomical Journal. 2006, 132 (5): 1729–1755. Bibcode:2006AJ....132.1729B. arXiv:astro-ph/0607632 . doi:10.1086/507302.
- Casertano, S.;  et al. . The Astronomical Journal. 2000, 120 (6): 2747–2824. Bibcode:2000AJ....120.2747C. arXiv:astro-ph/0010245 . doi:10.1086/316851.
- Connolly, A.J.;  et al. . Astrophysical Journal Letters. 1997, 486 (1): L11. Bibcode:1997ApJ...486L..11C. arXiv:astro-ph/9706255 . doi:10.1086/310829.
- Ferguson, H.C. N. Manset; C. Veillet; D. Crabtree , 编. . Astronomical Data Analysis Software and Systems IX. ASP Conference Proceedings 216 (Astronomical Society of the Pacific). 2000a: 395  [2019-01-30]. ISBN 1-58381-047-1. （原始内容存档于2020-07-28）.
- Ferguson, H.C.; Dickinson, Mark; Williams, Robert. . Annual Review of Astronomy and Astrophysics. 2000b, 38 (1): 667–715. Bibcode:2000ARA&A..38..667F. arXiv:astro-ph/0004319 . doi:10.1146/annurev.astro.38.1.667.
- Ferguson, A.S. . Reviews in Modern Astronomy. 1998, 11: 83–115. Bibcode:1998RvMA...11...83F.
- Flynn, C.; Gould, A.; Bahcall, J. N. . Astrophysical Journal Letters. 1996, 466 (2): L55–L58. Bibcode:1996ApJ...466L..55F. arXiv:astro-ph/9603035 . doi:10.1086/310174.
- Schilizzi, M.A.;  et al. . Astronomy and Astrophysics. 2000, 361: L41–L44. Bibcode:2000A&A...361L..41G. arXiv:astro-ph/0008509 .
- Garrett, M.A.;  et al. . Astronomy and Astrophysics. 2001, 366 (2): L5–L8. Bibcode:2001A&A...366L...5G. arXiv:astro-ph/0102037 . doi:10.1051/0004-6361:20000537.
- Hansen, B.M.S. J Paul; T Montmerle; E Aubourg , 编. . 19th Texas Symposium on Relativistic Astrophysics. 1998. Bibcode:1998astro.ph..8273H. arXiv:astro-ph/9808273 .，亦於Nature 394: 860 Bibcode：1998Natur.394..860H刊登
- Hornschemeier, A.E.;  et al. . The Astrophysical Journal. 2000, 541 (1): 49–53. Bibcode:2000ApJ...541...49H. arXiv:astro-ph/0004260 . doi:10.1086/309431.
- Richards, E.A.;  et al. . The Astronomical Journal. 1998, 116 (3): 1039–1054. Bibcode:1998AJ....116.1039R. arXiv:astro-ph/9803343 . doi:10.1086/300489.
- Gonzalez-Serrano, M.;  et al. . Monthly Notices of the Royal Astronomical Society. 1997, 289 (2): 490–496. Bibcode:1997MNRAS.289..490R. arXiv:astro-ph/9707030 . doi:10.1093/mnras/289.2.490.
- Trauger, J.T.;  et al. . Astrophysical Journal Letters. 1994, 435 (1): L3–L6. Bibcode:1994ApJ...435L...3T. doi:10.1086/187580.
- Trimble, V. . Annual Review of Astronomy and Astrophysics. 1987, 25 (1): 425–472. Bibcode:1987ARA&A..25..425T. doi:10.1146/annurev.aa.25.090187.002233.
- Williams, R.E.;  et al. . The Astronomical Journal. 1996, 112: 1335–1389. Bibcode:1996AJ....112.1335W. arXiv:astro-ph/9607174 . doi:10.1086/118105.
- Williams, R.E.;  et al. . The Astronomical Journal. 2000, 120 (6): 2735–2746. Bibcode:2000AJ....120.2735W. doi:10.1086/316854.

## 外部連結
维基共享资源上的相關多媒體資源：哈勃深空
- （英文）. STScI.（哈勃深空網頁）
- （英文）. 1996-01-15  [2019-01-30]. （原始内容存档于2008-05-16）.（美國太空總署有關哈勃深空的新聞稿）